# Kerk van Baijum
De kerk van Baijum is een kerkgebouw in Baijum in de Nederlandse provincie Friesland. Het is een rijksmonument. Het kerkgebouw is in 2014 overgenomen door de Stichting Alde Fryske Tsjerken.

## Beschrijving
De toren van drie geledingen met spaarvelden en een ingesnoerde naaldspits werd in 1865 gebouwd naar ontwerp van B. J. Sitema ter vervanging van een middeleeuwse zadeldaktoren. In 1876 werd de middeleeuwse kerk vervangen door de huidige kerk in eclectische stijl naar ontwerp van S. van der Veen.
Het interieur wordt gedekt door een gewelf dat in 1876 door J.D. Fast werd voorzien van stucwerk. In de kerk bevinden zich twee herenbanken, een preekstoel en een kubusvormige gotische doopvont van rode zandsteen (15e eeuw). Het pijporgel uit 1878 is gemaakt door Willem Hardorff. Na een grote restauratie in 2022 door Orgelmakerij Bakker & Timmenga, werd het orgel op 3 februari 2023 weer in gebruik genomen.

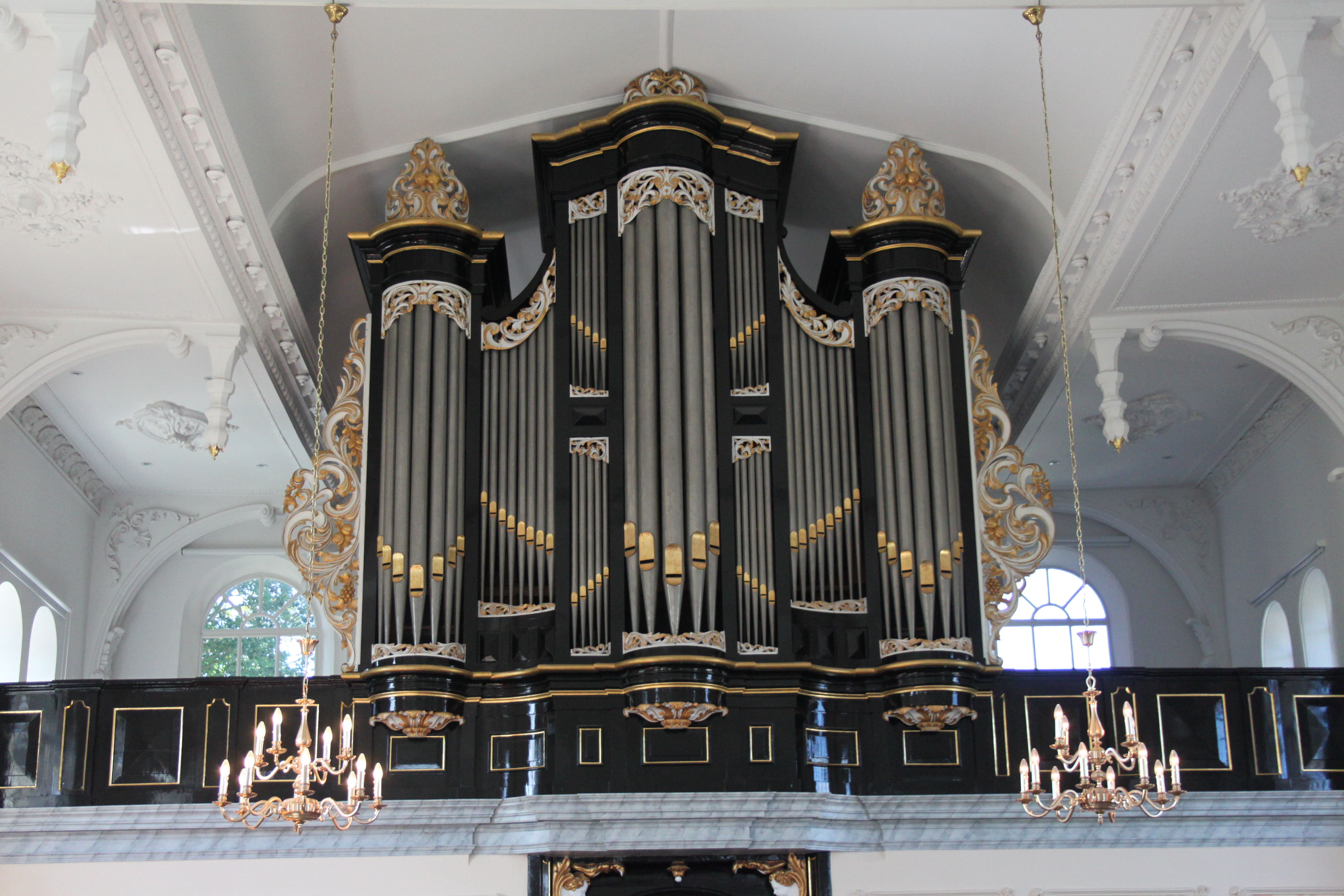
Orgel (2015)
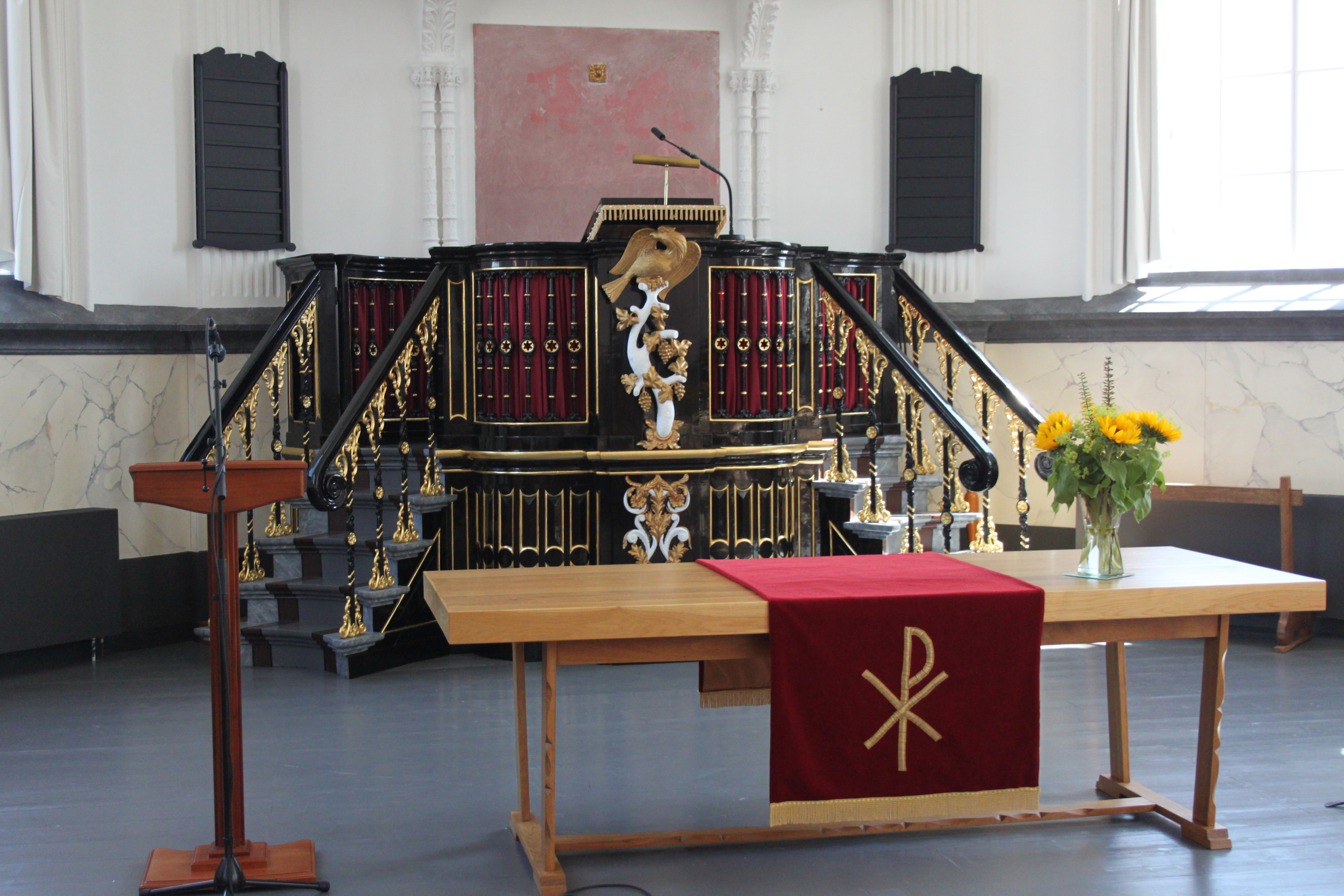
Interieur met preekstoel
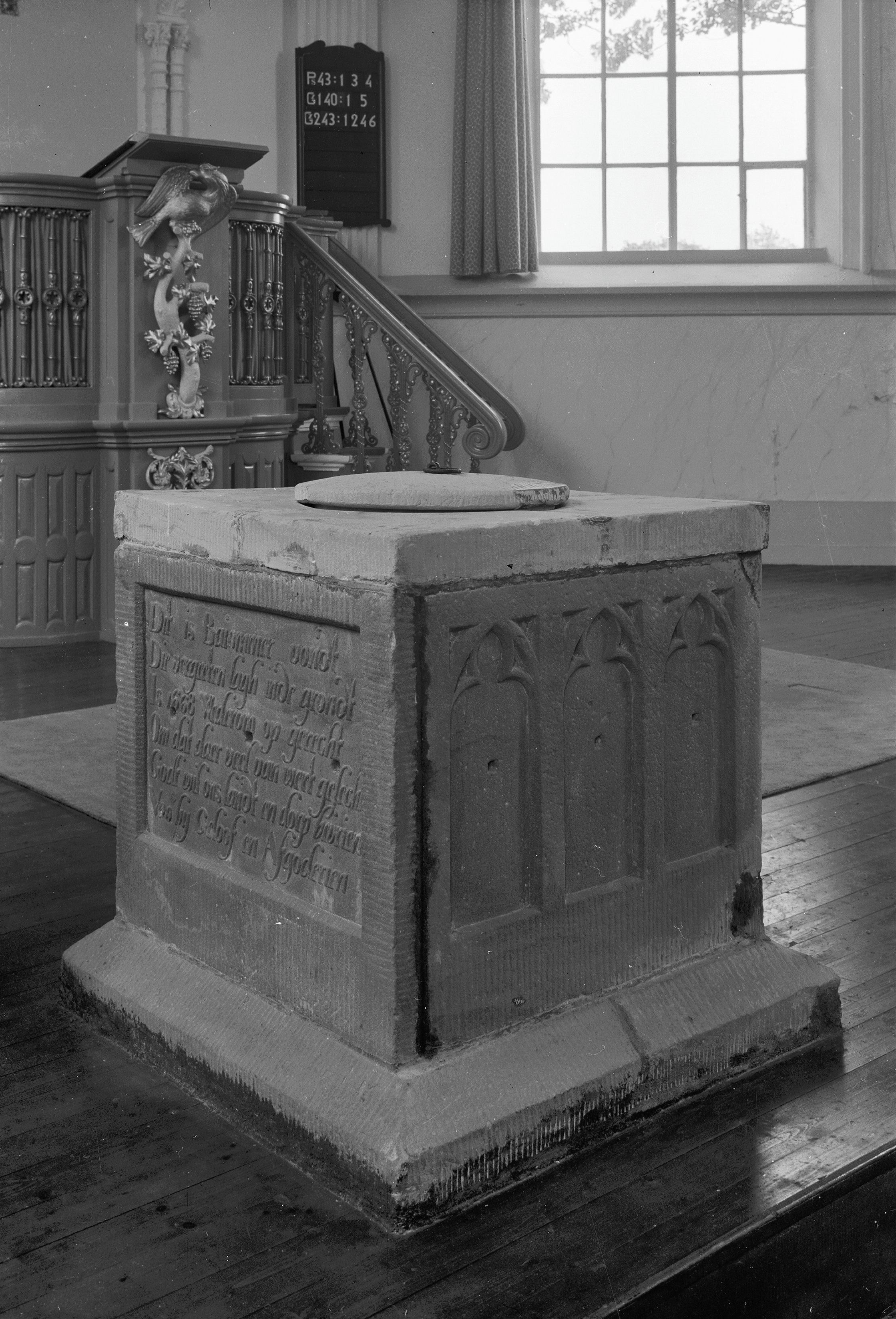
Doopvont (1965)